# Verdeo de la aceituna
El verdeo de la aceituna es una labor agrícola de las zonas olivareras de España, que se lleva a cabo en el mes de septiembre con motivo de la recolección de la aceituna de mesa. 
Su nombre viene dado porque se trata de la recolección de la aceituna verde. Y se suele llevar a cabo durante los meses de septiembre y octubre. 
En algunas zonas de Andalucía se celebran fiestas con motivo del verdeo. En el municipio de Arahal (Sevilla) esta celebración se lleva a cabo el primer fin de semana del mes de septiembre, justo antes de que empiece la recolección de aceituna de mesa. La fiesta comienza con el acto de coronación de la reina, el pregón y la entrega de la "aceituna de oro". Esta fiesta está declarada de Interés Turístico de Andalucía. En Olivares (Sevilla) la "Fiesta del verdeo" es una romería laica cuyo objeto de culto al olivo, que se celebra el último domingo del mes de septiembre, junto a la torre de San Antonio, en la carretera Olivares-Gerena.